# Freihof (Prichsenstadt)

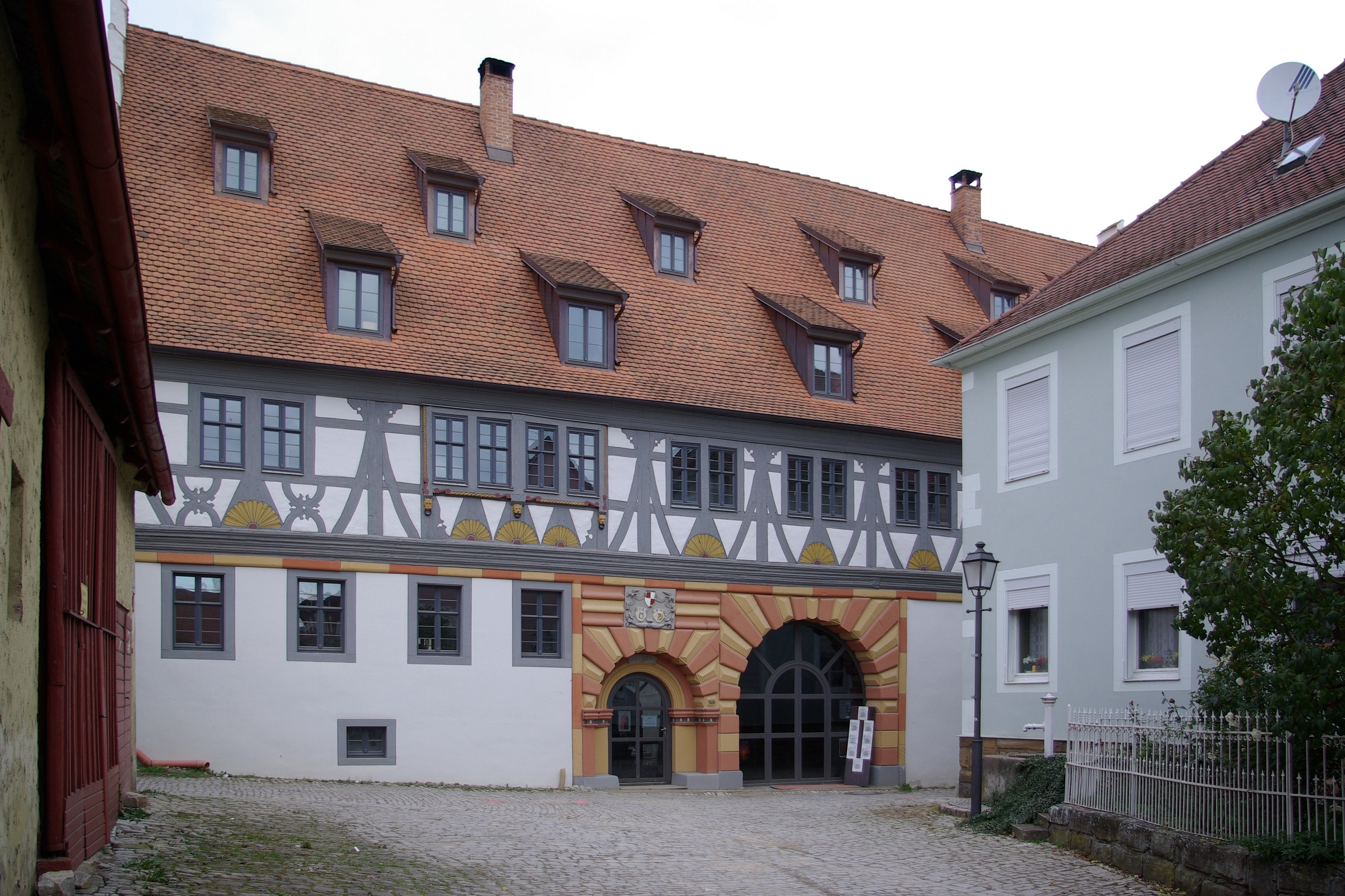
Der Freihof

Der Freihof ist das älteste Gebäude der Stadt Prichsenstadt. Das Gebäude gehört zu dem denkmalgeschützten Ensemble Altstadt.
Der Freihof wurde im Jahr 1258 zum ersten Mal in historischen Quellen erwähnt und gilt als die „Urzelle der Siedlung“ des damaligen Brisendorfs. Das älteste Gebäude der Stadt hat sich über die Jahrhunderte hinweg von Grafen, Ritter- und Kaiserbesitztümern zu einem Hotel und Restaurant entwickelt.
Kurz vor dem Einsturz im Jahr 2002 wurde der Freihof zehn Jahre lang renoviert. Derzeit wird im Objekt ein Hotel betrieben.

## Geschichte des Freihofes
Im Jahr 1258 wurde Brisendorf in einer Urkunde der Grafen zu Castell erstmals genannt. Nach mündlicher Tradition im Prichsenstädter Raum entstand das Dorf aus einem einzelnen Schafhof (Freihof).
Im Jahr 1331 wurde Brisendorf an die Fuchsen von Dornheim verliehen oder verkauft. Da Brisendorf einen kompakten, inneren Aufbau besaß, der aus der Grundherrschaft eines einzigen Herrn resultierte – äußeres Zeichen dafür war der Bauhof des Schlosses – und einen befestigten Sitz errichtet hatte, kaufte Kaiser Karl IV. zur Stärkung der Landbrücke zwischen Böhmen und luxemburgischen Besitzungen diese Burg den Fuchsen von Dornheim im Jahr 1366 ab.
Im Jahr 1367 erhob Karl IV. Brisendorf zur Stadt, die von da ab den Namen Prichsenstadt führte, und trat sie seinem Sohn Wenzel ab. Der Amtmann vertrat die Rechte des Stadtherrn und als Stellvertreter der Krone oblag ihm die volle Nutzung des herrschaftlichen Bauhofs, dessen Funktion vor allem darin lag, die Besoldung des Amtmanns und die Versorgung des Schlosses zu gewährleisten.
Die Stadt Prichsenstadt hatte sich schon bald nach ihrer Gründung den Ruf als Asyl erworben. Dorthin konnte fliehen, wer  einen Mord begangen hatte und von hier aus Vergleichsverhandlungen führen. Die Freiung erstreckte sich auf die gesamte Gemarkung der Stadt Prichsenstadt, nicht auf einzelne Gebäude, wie den „Freihof“, den ehemaligen Bauhof des Schlosses, der seinen Namen der Tatsache verdankt, dass sein Besitzer von verschiedenen bürgerlichen Pflichten befreit war. Das Privileg der Freistadt ist allerdings nicht mit einer schriftlichen Urkunde belegt. Wahrscheinlich leitete sich das Asylrecht der Stadt von der Tatsache ab, dass Prichsenstadt durch den Gründer Kaiser Karl IV. direkt der böhmischen und indirekt der kaiserlichen Gerichtsbarkeit unterstand, während in der Umgebung der Stadt lokale Gerichtsbarkeiten zuständig waren.
Im Jahr 1437 wurde Markgraf Johann IV. von Ansbach aufgrund der Erbordnung Stadtherr von Prichsenstadt. Der herrschaftliche Bauhof war die größte zusammengehörige Wirtschaftsfläche auf der städtischen Gemarkung (ca. 47 Hektar). Im Jahr 1457 ging Prichsenstadt durch Verzicht des Johann IV. auf den Markgrafen Albrecht Achilles über. Im Jahr 1462 nahm der Bischof von Würzburg Prichsenstadt ein, plünderte und zerstörte es. Im Jahr 1463 zählte Prichsenstadt durch den Frieden von Prag wieder zu markgräflichem Gebiet. Eine der Maßnahmen, die der Markgraf zum Wiederaufbau Prichsenstadts ergriff, war die Eingliederung des Bauhofs in die städtische Agrarwirtschaft. Der Bauhof wurde aus der Besoldung des Amtmanns herausgelöst und an einen Bürgerlichen verliehen. Trotzdem blieb die weitgehende Unabhängigkeit (Vorzugsstellung) des Hofes innerhalb der Prichsenstädter Agrarwirtschaft und auch gegenüber dem Amtmann der Stadt gewahrt, da gewisse Sonderlasten (erhöhte Abgaben und Dienste) zahlreichen Sonderrechte, wie die Befreiung von allen bürgerlichen Lasten, z. B. Zehnt, Wache etc. gegenüberstanden. Auch mussten ihm die „Geleitsleut“ (Asylsuchende) bei Erntearbeiten helfen; ein Anspruch, der von der Schlosszugehörigkeit übernommen wurde. Da der Hof direkt dem Amtmann und nicht, wie die Bürgerschaft, dem Rat unterstand, erhielt er später den Namen „Freihof“. Die herrschaftlichen Maßnahmen zum Wiederaufbau des Freihofs dienten als Modellfall für den Aufbau der gesamten Stadt. Der Markgraf erließ dem Freihofbesitzer während der ersten drei Jahre die Lieferung der Steuer. Dafür setzte dieser die im Krieg zerstörten Gebäude instand.
Im Jahr 1492 führte der Freihof laut Stadtbuch den Namen „Wanhof“ oder „Zöllnershof“. Im Jahr 1525 zu Beginn des Bauernkrieges versuchte Prichsenstadt neutral zu bleiben. Um eine Zerstörung der Stadt zu vermeiden, stellte Prichsenstadt den Aufständischen 17 Mann und Geschütze zur Verfügung und wurde verschont. Im Jahr 1527 entwickelte sich Prichsenstadt im Zuge der Reformation langsam zu einer Gewerbestadt. Im Jahr 1593 war der Freihof laut Stadtbuch im Besitz eines Doktors namens Kummer und erhielt den Namen „Doktorshof“. Im Jahr 1594 wurde ein Neubau vollendet. Nachdem besaß der Freihof einen Steuerwert von 3.000 Gulden. Daher wurde die Abgabepflicht an die Landesherrn verringert und der Hof in besonderer herrschaftlicher Gunst von der Stadtsteuer befreit. Da der Freihof in der Folgezeit für die Prichsenstädter Bürger, bei denen das Vorverkaufsrecht lag, zu teuer war – innerhalb von 50 Jahren stieg der Verkaufswert von 280 Gulden im Jahre 1549 auf 6.000 Gulden im Jahre 1601 –, kam der Freihof nacheinander in den Besitz verschiedener adeliger Familien, die ihn landwirtschaftlich nutzten. Die Privilegierung der Hofanlage führte immer wieder zu Differenzen zwischen dem Freihofbesitzer und der Bürgerschaft. Im Jahr 1603 ging der Hof der Markgrafentümer an die Brandenburgische Linie über.
Im Jahr 1610 hielten die fränkischen Reichsstädte einen Konvent in Prichsenstadt. Die fränkische Reichsritterschaft tagte im 17. Jahrhundert mehrmals im Freihof, um zu beraten, wie sie ihre bedrohten Rechte gegen die wachsende Macht des Hochstiftes wahren könnten. An der ursprünglichen Planung der Innenstadt bzw. des Stadtkerns (Kirche, Schloss und Freihof) und dessen Grundriss orientierte sich die Ausrichtung der umliegenden Bürgerhäuser.
Im Jahr 1632 wurde der Ort von den Wallensteinern erstürmt und geplündert. Nach dem Dreißigjährigen Krieg wurde Prichsenstadt, das schon seit der Zeit nach der Reformation keinen eigenen Amtmann mehr besaß, dem Oberamt Uffenheim unterstellt.
Gegen Ende des 17. Jahrhunderts übernahmen nach einer Reihe von Adeligen wieder Bürgerliche den Freihof. Damit wurde der Hof weitgehend in die städtische Wirtschaft eingegliedert.
Im 18. Jahrhundert war der Freihof der einzige, voll ausgestattete Hof in Prichsenstadt. Er besaß noch 108 kleine Frankenmorgen Felder und 18 kleine Frankenmorgen Wiesen. Im Jahr 1745 verkaufte die Landesherrschaft den Hof, weil man ihn weder als Besoldungsgrundlage für den Amtmann noch für den Kastner benötigte. Die Prichsenstädter hatten das Vorkaufsrecht. Schließlich teilten sich zwei Käufer den Hof. Dadurch gingen der Landesherrschaft höhere Erträge ein.
Im Jahr 1799 hob ein Edikt der preußischen Regierung das Asylrecht der Stadt auf, das sich im Laufe der Zeit ausschließlich auf den Freihof konzentrierte. Die Gründe für die Aufnahme in das Asyl wurden ab dem 17. Jahrhundert immer freier interpretiert: zuletzt wurden neben Ehebrechern und Mordverdächtigen sogar Schuldner aufgenommen.
Im Jahr 1803 fiel Prichsenstadt an Bayern. Dadurch verlor die Siedlung jene Sonderstellung, die durch den Kauf Prichsendorfs für die Krone Böhmen im Jahr 1366 entstanden war. Jetzt wurde die Stadt in das Umland integriert. Der stufenweise Verlust als zentraler Ort war die Folge. Zollprivileg und Geleitschutz hatten nun ihren Sinn verloren; die eigentliche Stadtfunktion starb langsam aus.
Im Jahr 1810 fiel Prichsenstadt durch den Pariser Vertrag an das Großherzogtum Würzburg. Durch die Wiener Schlussakte erhielt Bayern im Jahr 1815 ganz Franken. Prichsenstadt fiel nun endgültig an Bayern und verlor seinen Amtscharakter völlig; es wurde zu einer reinen Landstadt. Die Einwohnerzahlen sanken in der Folge sehr stark. Im Jahr 1829 gelangte der Freihof in den Besitz der Familie Dürr und wurde als Gasthaus mit Tanzsaal im Obergeschoss und als Brauerei genutzt. Im Jahr 1888 nutzte der Besitzer Barung Frank den Freihof als Vieh- und Pferdehandlung, die größte der ganzen Gegend. Der Rittersaal wurde umgebaut, drei Fachwerkwände wurden entfernt, der Boden erneuert, eine preußische Kappendecke 1,40 m unterhalb des ehemaligen Rittersaalbodens eigenzogen.
Im Jahr 1938 wurde die jüdische Familie Frank enteignet und vertrieben. 1939 wurden die Prichsenstadter Juden im Freihof untergebracht. Im Zweiten Weltkrieg stand das Gebäude leer, bis nach Kriegsende Flüchtlinge dort Quartier nahmen. Im Jahr 1949 kaufte Alfons Hyna den Freihof und nutzte ihn als Viehhandlung. Im Jahr 2002 kaufte die IEV-Betriebs GmbH den Hof, der saniert und restauriert wurde. In den Jahren 2011 und 2012 wurden das Restaurant und das Hotel eröffnet.

## Besitzer des Freihof
- 1258 Grafen zu Castell
- 1331 Fuchsen von Dornheim
- 1366 Kaiser Karl IV. (König von Böhmen)
- 1381 Burggraf Friedrich V. von Nürnberg
- 1397 Burggraf Johann III.
- 1401 Wittelsbacher
- 1403 Nürnberger Burggrafen
- 1420 Burggraf Friedrich VI.
- 1437 Markgraf Johann IV. von Ansbach
- 1457 Markgraf Albrecht Achilles
- 1462 Bischof von Würzburg
- 1463 Markgrafen von Ansbach, Verliehen an Bürgerliche
- 1562 Kastner der Stadt
- 1593 Doktor Kummer
- 1599 Junker Caspar Zoller von der Hallburg
- 1603 Markgrafentum von Brandenburg
- 1693 Johann Dietrich
- 1721 Michael Prechtel
- 1734 Martini
- 1745 Zwei bürgerliche Besitzer
- 1803 Königreich Bayern
- 1810 Großherzogtum Würzburg
- 1815 Königreich Bayern
- 1829 Dürr (Gasthaus und Brauerei)
- 1888 Baruch Frank, Vieh- und Pferdehändler
- 1938 Verwaltung 3. Reich (Flüchtlingsquartier)
- 1945 Wohnrecht Schubert
- 1949 Alfons Hyna, Viehhändler
- Bis 2002 im Besitz von Lydia Heming
- 2002 IEV Betriebs GmbH & Co. KG[6]